# Polistilismo
Il polistilismo è l'uso di più stili o tecniche nella letteratura, nell'arte, nel cinema o, soprattutto, nella musica ed è una caratteristica postmoderna.
Alcuni importanti compositori contemporanei polistilisti comprendono Peter Maxwell Davies, Michael Colgrass, Lera Auerbach, Sofija Gubajdulina, George Rochberg, Alfred Schnittke, Django Bates, Alexander Zhurbin, Lev Zhurbin e John Zorn, tuttavia, Gubajdulina, come altri, ha respinto il termine come non applicabile al suo lavoro. I compositori polistilisti del primo Novecento comprendono Charles Ives ed Erik Satie. Tra le figure letterarie, James Joyce è stato definito un polistilista.
Sebbene forse non sia la fonte originale del termine, la prima discussione importante sull'argomento è il saggio di Alfred Schnittke "Polystylistic Tendencies in Modern Music (1971)". I compositori citati da Schnittke come quelli che fanno uso del polistilismo sono Alban Berg, Luciano Berio, Pierre Boulez, Edison Denisov, Hans Werner Henze, Mauricio Kagel, Jan Klusák, György Ligeti, Carl Orff, Arvo Pärt, Krzysztof Penderecki, Henri Pousseur, Rodion Ščedrin, Dmitri Šostakovič, Sergej Slonimskij, Karlheinz Stockhausen, Igor Stravinsky, Boris Tiščenko, Anton Webern e Bernd Alois Zimmermann.